# Přebytecký potok
Přebytecký potok je vodní tok ve Frýdlantském výběžku v severních partiích České republiky. Potok začíná výtokem z nádrže na bývalém koupališti na severu Přebytku, což je součást Nového Města pod Smrkem. Následně podtéká silnici III/29015, čímž se dostává z chráněné krajinné oblasti Jizerské hory do přírodního parku Peklo. Dále se vodoteč stáčí k severozápadu a protéká loukami. Po přibližně dvou kilometrech podtéká silnici III/29011 a vstupuje do areálu muničního skladu Hajniště. V něm, na severním úbočí vrchu Chlum (495 m n. m.), je levostranným přítokem Lomnice.